# کتابخانه دانشگاه توکیو

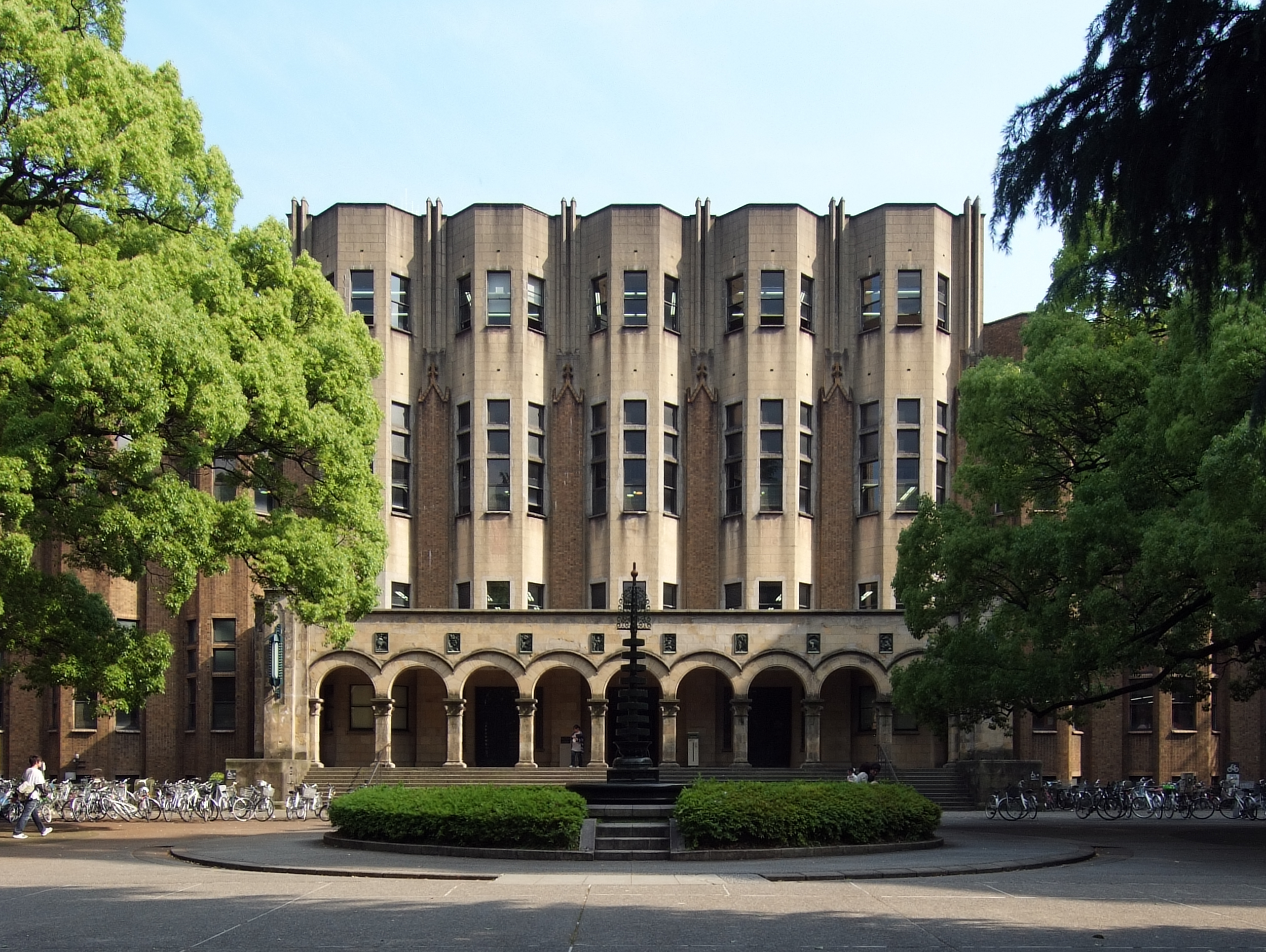
کتابخانه عمومی دانشگاه توکیو

کتابخانه دانشگاه توکیو (انگلیسی: University of Tokyo Library) در توکیو، ژاپن قرار دارد. این کتابخانه شامل مجموعه‌ای از کتابخانه‌ها از قبیل کتابخانهٔ عمومی، که به تمامی دانشجویان و محققان این دانشگاه سرویس می‌دهد، کتابخانهٔ کومابا، که از مطالعات دو سال نخست دانشگاه پشتیبانی می‌کند، کتابخانهٔ کاشیوا، که مرکز مواد علوم طبیعی است، و نیز بیش از ۶۰ کتابخانهٔ دانشکده و مؤسسه‌های مختلف است که در زمینه‌های مختلف دانشگاهی فعالیت می‌کنند. این کتابخانه با بیش از ۸٬۰۰۰٬۰۰۰ کتاب، بزرگ‌ترین کتابخانه در ژاپن است.